# Kerkabarabás
Kerkabarabás là một thị trấn thuộc hạt Zala, Hungary. Thị trấn này có diện tích 10,29 km², dân số năm 2010 là 287 người, mật độ 28 người/km².